# Mateřské mléko

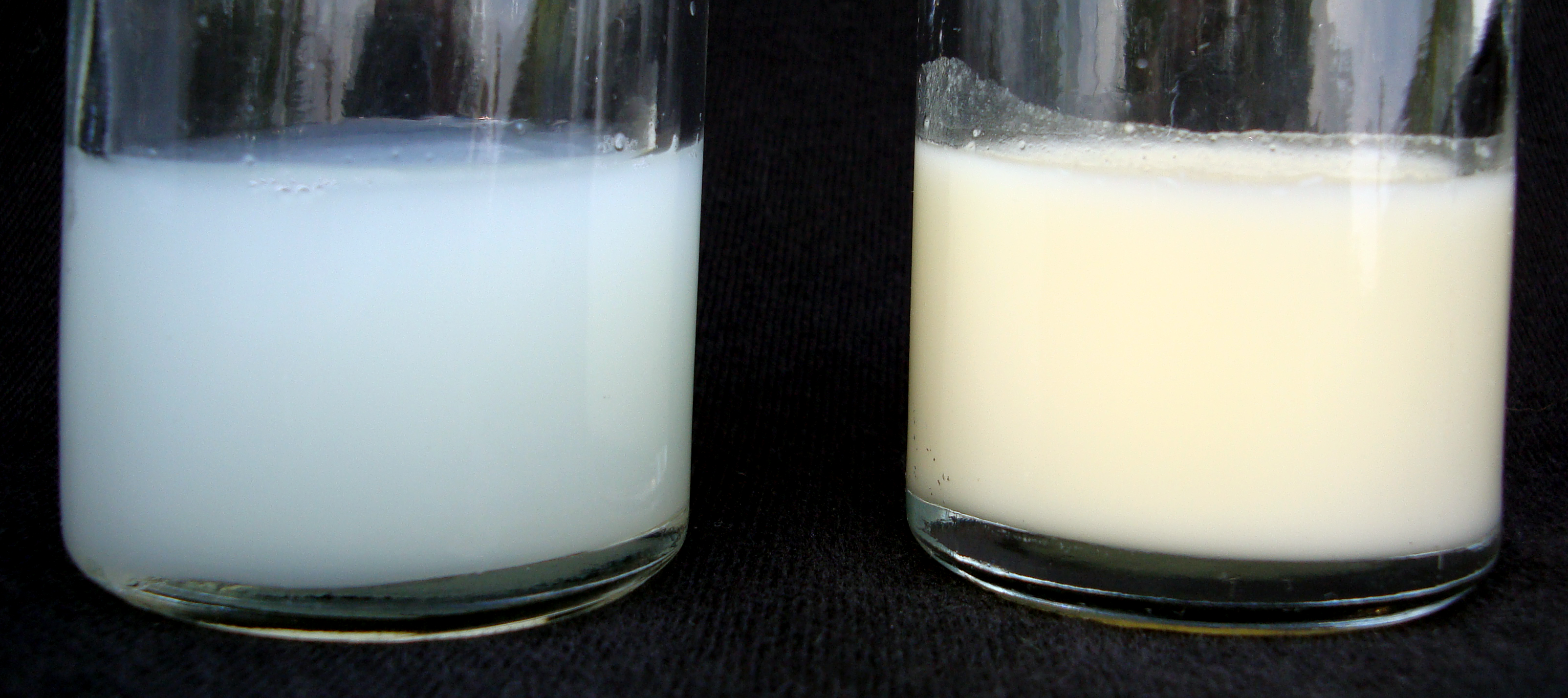
Lidské mateřské mléko – dva vzorky pocházející od stejné ženy, z jediného sání: Vlevo nejprve vodnaté přední mléko z plného prsu, vpravo následné tučné zadní mléko z téměř prázdného prsu

Mateřské mléko je mléko produkované laktací v mléčných žlázách uložených v prsou sloužící k výživě novorozeného potomka. Mateřské mléko je přirozená strava pro novorozence, která by měla poskytnout veškeré potřebné látky pro růst organismu. Mateřské mléko je novorozenci předáváno pomocí kojení, během kterého je postupně uvolňováno čiré vodnatější mléko k uhašení žízně a později tučnější tzv. zadní mléko.
Pro správný vývoj dítěte se v současné době doporučuje minimálně půlroční plné kojení.

## Hormonální regulace
Tvorba mateřského mléka je ovlivněna prolaktinem, jeho uvolňování z prsní žlázy pak oxytocinem. Hladiny prolaktinu je možno ovlivnit léky – především agonisty dopaminu – které se používají k zástavě laktace. Oxytocin je dále odpovědný za rozvoj citového vztahu matka/dítě.

## Imunitní složky mateřského mléka
Mimo živin se v mateřském mléce nachází různé imunitní složky. Můžeme v něm najít cytokiny, protilátky, solubilní receptory, růstové faktory i imunitní buňky. Díky těmto složkám mateřské mléko působí pozitivně na vývoj novorozence, posiluje jeho imunitní systém při infekcích a podílí se také na vývoji jeho imunitního systému. Mimo toho se v mateřském mléce nachází také různé bakteriální kmeny, které působí na ustanovení mikrobioty střeva a na její toleranci imunitním systémem jedince.

### Cytokiny a solubilní receptory
V mateřském mléce se vyskytuje mnoho cytokinů, které hrají esenciální roli ve správném vývoji imunitního systému potomka, vývoji jeho trávicího traktu a ustanovení orální tolerance. V mléce se nachází zejména protizánětlivé cytokiny jako jsou TGF-β, IL-7, IL-10, IL-18 a G-CSF. Najdeme zde ale i cytokiny prozánětlivé jako jsou TNF-α, IL-6, IL-8, IL-12, IL-2 a IFN-γ. Mimo nich se v mléce nachází i další cytokiny jako jsou IL-1β, IL-4, IL-5, IL-13, GM-SCF a M-CSF. Většina z těchto molekul je sekretována epiteliálními buňkami mléčné žlázy nebo imunitními buňkami nacházejícími se v mléce, jiné se do mléka dostávají z periferní krve matky.
Stejně tak jako celková kompozice mléka, i složení cytokinů v mléce se mění v průběhu laktace a v závislosti na zdraví matky. Na složení cytokinů v mléce mají vliv i alergie matky.
V mléce se nachází mimo jiné TGFβ, IL-10, IL-6 a solubilní CD14, které přispívají k vývoji tolerance k ustavující se mikrobiotě a antigenům z potravy.
Nejvíce abundantními cytokiny v mateřském mléce jsou cytokiny z rodiny TGF-β. Koncentrace se liší během období kojení a mezi individuálními matkami. Většina TGF-β cytokinů se v mléce vyskytuje v latentní formě a aktivuje se až v žaludku kojence. TGF-β cytokiny mají protizánětlivou roli, mají schopnost inhibovat diferenciaci naivních T lymfocytů do Th1 a Th2 subtypů a zároveň stabilizovat Foxp3 expresi a ovlivňovat diferenciaci regulačních T lymfocytů.
Dalším protizánětlivým cytokinem nacházejícím se v mléce je IL-10. Tento cytokin podporuje přežívání a proliferaci B lymfocytů, inhibuje Th1 odpověď, snižuje expresi MHC II molekul na monocytech, což vede ke snížení antigenní prezentace a obecně inhibuje vývoj makrofágů, T lymfocytů a NK buněk. Dále IL-10 v mléce reguluje odpovědi k ustavující se mikrobiotě.
IL-6 se v mateřském mléce vyskytuje první 3 měsíce po porodu. Podporuje produkci IgA ve střevě kojence a indukuje folikulární T pomocné lymfocyty v germinálních centrech. Mimo jiné stimuluje epiteliální buňky mléčné žlázy k transportu IgA do mléka.
Ve vysokých koncentracích se v kolostru vyskytuje Il-1β. IL-1β podporuje diferenciaci regulačních T lymfocytů a spolu s ostatními cytokiny v mléce (TGF-β, IL-10 a IL-6) je asociován s ustanovením tolerance ke kravskému mléku.
Vzhledem k tomu, že IL-2 stimuluje růst a vývoj T lymfocytů a NK buněk a ovlivňuje diferenciaci v Th1/Th2, hraje významnou roli ve vývoji imunitního systému potomka.
IL-8 je chemoatraktant, který hraje důležitou roli v migraci mateřských leukocytů z periferní krve matky do mateřského mléka.
Při infekci kojence nebo matky se mění složení mléka (zvýšené hladiny cytokinů IL-4, IL-6 a IL-8). Zvýšená koncentrace IL-8 může ovlivňovat adherenci a diapedézu maternálních leukocytů do slizničního imunitního systému asociovaného se střevem.
Cytokiny v mléce regulují zánětlivé procesy, hojení ran, předchází alergiím a sepsi, ovlivňují hematopoézu a podílí se na vývoji thymu. Cytokiny v mléce jsou mimo jiné důležité pro proliferaci střevního epitelu, při jeho opravě, maturaci a udržení jeho bariérové funkce.
Mimo cytokinů mateřské mléko obsahuje několik solubilních cytokinových eceptorů. Tyto solubilní receptory regulují signalizaci cytokinů z mléka a stimulují zejména buňky vrozeného imunitního systému potomka. Jedná se o solubilní IL-6R, TNF-RI, TNF-RII, IL-1RA, CD14, TLR2. Úloha těchto solubilních receptorů v mateřském mléce není do detailu prozkoumána, nicméně se zdá, že jsou důležité pro tlumení prozánětlivé imunitní odpovědi v potomkovi. Solubilní CD14 a TLR2 přispívají k vývoji tolerance vůči ustavující se mikrobiotě.

### Protilátky
Mateřské mléko obsahuje zejména sekretorní variantu IgA, která tvoří až 25% proteinové složky lidského mateřského mléka. Tyto sIgA jsou specifické proti antigenům, se kterými se matka setkala ve svém trávicím traktu. Do mléka se protilátky dostávají z plasmatických buněk produkujících sIgA, které sídlí v mléčné žláze, do které migrovaly z gastrointestinálního traktu. Mateřské mléko tedy obsahuje protilátky proti enterobakteriím a dalším bakteriím nacházejících se ve střevě matky. Mimo toho obsahuje také protilátky proti virům, parazitům a některým antigenům z potravy. Do mléka se také dostávají protilátky proti patogenům z respiračního traktu. IgA v mateřském mléce je také protektivní proti vývoji alergií.
Mimo IgA obsahuje mateřské mléko také IgG protilátky. Ty jsou produkovány buď lokálně v mléčné žláze nebo se do mléka dostávají z periferní krve transportem skrze mléčnou žlázu. Mateřské mléko obsahuje zejména varianty IgG2 a IgG4. Dále jsou v mléku obsaženy také IgM protilátky.
Protilátky v mateřském mléce mají prokazatelný vliv na zdraví kojence. Poskytují mu totiž přímou ochranu proti některým patogenům, poskytují ochranu zejména proti průjmovým onemocněním, zamezují adherenci Candida albicans k epiteliálním buňkám ústní dutiny kojence a snižují novorozeneckou úmrtnost zejména ve třetím světě.

### Imunitní buňky
Celkový počet buněk v mléce se pohybuje v řádech tisíců až milionů na 1 mililitr, přičemž v kolostru (mléce vylučovaném v prvních dnech po porodu) je vůči maturovanému mléku buněk více. Denně tak potomek příjme až miliony buněk, které mohou ovlivňovat jeho vývoj. Buňky se v mléce vyskytují v různých stádiích diferenciace od buněk kmenových s pluripotentním potenciálem až po buňky plně diferencované. Největší složkou buněk v mléce jsou buňky epiteliální, najdeme zde ale také až 2 % buněk kmenových a buněk imunitních. Procentuální zastoupení imunitních buněk v mateřském mléce se liší v průběhu laktace podle potřeb kojence, pokud například u kojence nebo u matky probíhá infekce, v mateřském mléce najdeme větší procento imunitních buněk, které by měly posílit ochranu potomka před infekcí.
Největší zastoupení imunitních buněk v mléce tvoří zejména buňky vrozené imunity. Jedná se o neutrofily s procentním zastoupením 40–60 %, makrofágy tvořící 30-47 % a dále buňky adaptivní imunity, které tvoří 5–9 % imunitních buněk v mléce. Z lymfocytů se v mateřském mléce vyskytují nejvíce T lymfocyty (72–94 %). V mléce ale byly nalezeny také B lymfocyty a NK buňky.
Z makrofágů se v mléce vyskytují spíše ty s protizánětlivým fenotypem, které pomáhají ustanovovat homeostatické tolerogenní prostředí bránící vzniku imunopatologických stavů kojence. Makrofágy v mléce exprimují MHC II molekuly a mohou tak zastávat funkci antigen prezentujících buněk a podílet se tak na vývoji imunitního systému potomka nebo při iniciaci imunitní odpovědi na sliznici střeva, kam se z mléka dostávají sáním. Mimo MHC II exprimují také kostimulační molekuly CD40 a CD86. Makrofágy v mléce mají vysokou fagocytickou aktivitu a dokáží spontánně produkovat faktor stimulující kolonie granulocytů a makrofágů (GM-CSF).
V mateřském mléce se vyskytují oba hlavní typy T lymfocytů – CD4+ i CD8+, přičemž vyšší procentuální zastoupení zde mají CD8+ T lymfocyty. Mimo toho se v mléce vyskytují také regulační T lymfocyty, γδ T lymfocyty, MAIT a ILC. Přítomnost těchto specifických buněčných typů vyskytujících se především ve střevním imunitním systému by mohla být dána tím, že se imunitní buňky dostávají z trávicího traktu do mléčné žlázy transepiteliální migrací tzv. gut-mammary gland axis. V mléce se vyskytuje větší procento aktivovaných T lymfocytů (efektorových i paměťových) než naivních. T lymfocyty z mléka kompenzují nedostatek efektorových T lymfocytů kojence a chrání ho tak před infekcemi. Navíc mohou v těle potomka setrvávat až do jeho dospělosti a podílet se na vývoji jeho adaptivního imunitního systému. Regulační T lymfocyty z mléka se podílejí na zachování maternálního mikrochimerismu v potomkovi a působí na jeho imunitní systém směrem k toleranci vůči např. ustavující se střevní mikrobiotě.
Z B lymfocytů mléko obsahuje zejména „class-switched“ paměťové B lymfocyty. Většina z nich prošla terminální diferenciací směrem k plasmatickým buňkám a je aktivovaná. Tyto plasmatické buňky exprimují zejména IgG (oproti vyššímu zastoupení IgA protilátek v mateřském mléce, které jsou sekretovány IgA plasmatickými buňkami v mléčné žláze). B lymfocyty v mléce by mohly pomáhat v prevenci proti přenosu infekcí z matky na potomka během kojení a podílet se na antigenní prezentaci v těle kojenců a podílet se tak na vývoji imunitního systému.

## Lidské
Mateřské mléko u člověka má snížený obsah bílkovin než jiné savčí druhy, což je způsobeno tím, že u novorozence se vyvíjí hlavně mozek. Z bílkovin je zastoupen hlavně laktalbumin a menší část připadá kasein. Tuky tvoří v mateřském mléce proměnlivou složku v závislosti na stravovacích návycích matky. Velká část tuků připadá na nenasycené mastné kyseliny, které jsou oproti kravskému mléku zastoupeny 4krát více. Je současně bohaté i na imunologicky aktivní protilátky, které podporují vývoj imunitního systému kojence.
Mateřské mléko obsahuje také některé adipokiny (hlavně AFABP), což vysvětluje fakt, že déle kojené děti mají v dospělosti méně problémů s obezitou a metabolickými poruchami.
Na trávení mateřského mléka u člověka se podílí hlavně enzym lipáza, který se nachází v mateřském mléce. V případě kravského mléka tento enzym chybí.

### Kontaminace
Do mateřského mléka se z těla ženy mohou dostávat i některé syntetické chemikálie, jako například některé UV filtry používané v opalovacích krémech nebo perzistentní znečišťující látky jako polychlorované bifenyly (PCB).

### Příkrm
Výhradní kojení je doporučováno do 6. měsíce věku dítěte. Pokud matka nemá dostatek mléka nebo nemá žádné, je možné kojení nahradit příkrmem umělého mléka, které sice není plnohodnotnou náhražkou mateřského mléka, ale matka by se tím neměla stresovat. V mateřském mléce je celkově asi 100 složek, z nichž některé nedovedeme vyrobit ani rozpoznat. Složení mléka každé matky je trochu jiné. Proto ani umělá náhražka mateřského mléka není možná. Po dokončeném 6. měsíci je doporučován příkrm rozmixovanou stravou, z počátku ve velmi malém množství a nenásilně (když dítěti vadí malá lžička, zkusit po dalších dvou až třech dnech znovu velmi malé množství). Postupně je vhodné příkrm navyšovat, ale pokud možno dále i kojit.
Příkrm zvířecím mlékem (nejspíše kravským nebo kozím) je doložen už před 3 až 7 tisíci lety z malých nádobek s hubičkou, které se zachovaly v dětských hrobech a uvnitř kterých byly nalezeny živočišné bílkoviny. Schopnost matky starat se tak o více dětí a úspěšně je vychovat tím tehdy zřejmě významně narostla a vedla k rychlejšímu zvyšování lidské populace.